# Duane Williams
Duane Williams est un avocat américain, né le 11 août 1860 à Radnor (Pennsylvanie) et mort le 15 avril 1912 dans l'océan Atlantique. Il est considéré comme le principal instigateur de la fondation en 1913 de la « Fédération internationale de lawn-tennis », renommée Fédération internationale de tennis en 1977.
Williams a principalement exercé son activité professionnelle à Genève (Suisse), où il s’est installé en 1891, et se révèle en outre être un passionné de tennis. Avant avril 1912, il intervient auprès des présidents des fédérations française et suisse de tennis en vue de la création d’une Fédération internationale de lawn-tennis. Mais en avril 1912, il embarque avec son fils Richard Norris Williams à bord du Titanic, pour l’accompagner aux États-Unis où le jeune homme doit poursuivre ses études. Lorsque le paquebot fait naufrage, le père et le fils se jettent à l’eau in extremis pour éviter de sombrer avec le navire ; néanmoins, Duane Williams est tué par la chute de la première cheminée du navire. Son fils survit par chance au naufrage et, malgré ses blessures aux jambes dues au séjour prolongé dans l’eau glacée, parvient à reprendre ultérieurement sa carrière de joueur de tennis, en remportant notamment deux fois le Championnat national de tennis des États-Unis, en 1914 et 1916.
La Fédération internationale de lawn-tennis est finalement créée l’année suivante, onze mois après la disparition de Duane Williams.

## Biographie

### Vie professionnelle et associative

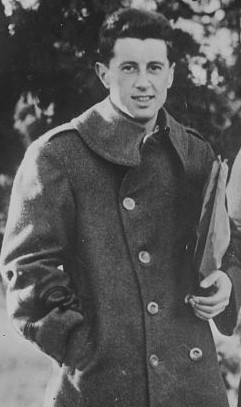
Richard Norris Williams, fils de Duane Williams, a vu son père mourir à ses côtés dans le naufrage du Titanic, écrasé par la chute de la première cheminée du navire, après que les deux hommes s’étaient jetés in extremis dans l’eau glacée de l’Atlantique nord.

Charles Duane Williams-White est né le 11 août 1860 à Radnor, en Pennsylvanie aux États-Unis. Il émigre en Suisse où il exerce le métier d’avocat à Genève, ville où il s’est installé en 1891 avec sa famille, alors qu’il était venu pour une visite de deux jours seulement,.
Féru de tennis, il s'engage avec des responsables associatifs de ce sport, le magistrat suisse Charles Barde et le militaire français Henri Wallet, présidents de leurs fédérations nationales respectives, pour la création de la Fédération internationale de tennis, qui sera finalement fondée à Paris le 1er mars 1913, soit onze mois après la mort accidentelle de Duane Williams.
Néanmoins, Williams est généralement considéré comme le principal instigateur de la fondation de la Fédération internationale de tennis,,.
Il y a deux versions concernant son rôle dans cette fondation.
Selon l’une des versions, Williams aurait d’abord contacté le président de la Fédération suisse de tennis sur gazon (ou « lawn-tennis »), Charles Barde, auprès duquel il aurait évoqué son idée de fonder une association internationale supervisant le tennis mondial. Barde aurait ensuite débattu de cette idée auprès du président de l’organisation française de tennis, Henri Wallet.
Selon l’autre version, Williams aurait directement écrit une lettre à Henri Wallet en octobre 1911, proposant d’organiser un tournoi de tennis international à Paris (les Championnats de France étaient alors uniquement réservés aux joueurs inscrits dans un club français). Sachant que, de leur côté, les championnats de Wimbledon étaient considérés comme des championnats du monde sur gazon, Williams aurait ainsi proposé d’introduire un championnat du monde sur terre battue. Sa lettre aurait conduit à l’introduction des championnats du monde sur surface dure à Paris en 1912. Le comité organisateur du tournoi, composé de délégués de plusieurs pays, aurait alors repris l’idée de la création d’une Fédération internationale de lawn-tennis, finalement fondée en 1913 à Paris.

### Mort dans le naufrage duTitanic
En avril 1912, Duane Williams décide de retourner aux États-Unis, car son fils Richard Norris Williams, un joueur de tennis confirmé, désire entreprendre des études à l'université Harvard. Une autre version indique qu’ils souhaitent rejoindre Lydia Biddle Williams-White, l’épouse de Duane Williams. Le père et le fils embarquent à Cherbourg sur le Titanic en tant que passagers de première classe. Le 14 avril 1912, le paquebot heurte un iceberg et commence à sombrer. Williams et son fils montent sur le pont des embarcations, puis patientent avec d'autres passagers dans le gymnase. Tous les canots étant partis, les deux hommes se jettent dans l’eau glacée et se mettent à nager. Duane Williams est tué par la chute de la première cheminée. Son fils parvient quant à lui à nager jusqu’à un canot de sauvetage pliable à demi immergé ; après un séjour prolongé dans ces conditions humides et de grand froid, il est repêché par le RMS Carpathia et survit,.
Le corps de Duane Williams n'est pas retrouvé, ou du moins n’est pas identifié. Un cénotaphe lui est dédié au cimetière de Saint David à Devon en Pennsylvanie.